# Hernán López Murillo

## "Es considerado un maestro entre de los geólogos de la época de oro de la estatal Yacimientos Petrolíferos Fiscales Bolivianos"
(Revista Petróleo y Gas de la Cámara Boliviana de Hidrocarburos) ver

## ""Decano de los geólogos petroleros de Bolivia""
(Memoria Anual 117 Asociación Americana de Geólogos Petroleros 2018)

Nació en Tarija, Bolivia, el 4 de octubre de 1924.
Hijo de Eulógio López Soto y Perfecta Murillo Gareca. 
En el año 1953 contrajo nupcias con Lilia Moreno Montero, con quien tuvo seis hijos.
Formación.
Estudió en la Universidad Nacional de La Plata, Argentina, graduándose como Geólogo el año 1950 y recibiendo su Doctorado en Ciencias Naturales el año 1952.
En 1969 realizó estudios de especialización en Exploración Petrolera en París, Francia y de Energía Geotérmica en la Universidad de Kyushu, en Japón el año 1977.

Carrera Profesional.
Formó parte de las primeras comisiones geológicas de exploración petrolera de Yacimientos Petrolíferos Fiscales Bolivianos, en las que, a mediados del siglo XX, geólogos, geofísicos y topógrafos realizaron el relevamiento de más de 11.000 km² del territorio Boliviano, en busca de yacimientos petroleros.
A mediados de la década de los 50, como Jefe de Brigada, realizó estudios geológicos sobre la zona de Caigua en el departamento de Tarija. Luego de un análisis interpretativo detallado, el informe del doctor López sobre Caigua recomendaba el lugar exacto para la perforación de un pozo petrolero. En 1971 Y.P.F.B. realiza la perforación y descubre el campo petrolero de Caigua, que en el momento de su descubrimiento tuvo una producción de entre 3.000 a 4.000 barriles diarios. 
En la empresa estatal petrolera López Murillo fue jefe de Brigada Geológica, jefe de Distrito de Exploración, jefe nacional de geólogos, jefe de División Geológica, Gerente Nacional de Exploración y Representante de Y.P.F.B. en Buenos Aires, Argentina. 
Entre 1975 y 1979 trabajó para GEOBOL (Actualmente SERGEOTECMIN), ocupando los cargos de jefe del Departamento de Coordinación Técnica y jefe del Departamento de Recursos Naturales.
En 1980 regresa a Y.P.F.B. primero como Asesor de la Gerencia General, luego como Gerente Nacional de Exploración y finalmente como Representante de Y.P.F.B. en Houston, Estados Unidos.

Otras Actividades.
Fue presidente del directorio de la Sociedad Geológica de Bolivia (1967 – 1968) y catedrático de Geología Estructural en la Universidad Mayor de San Andrés de La Paz, Bolivia.
En el año 2000 publicó “Buscando Petróleo en Bolivia” un libro en el que narra la historia de la búsqueda del petróleo en Bolivia, durante todo el siglo XX.
El doctor Hernán López Murillo falleció con 95 años de edad, en Santa Cruz de la Sierra (Bolivia), el 25 de febrero de 2020 .

## ""Con su fallecimiento Bolivia perdió a uno de sus viejos sabios señoriales""
(El Señor de Los Monos. Ricardo Alonso)